# Alcabitius
Abou-el-Saqr Abd-el-Aziz ibn Othmân ibn Ali al-Kabisi, mort en 967, est un mathématicien et un astrologue arabe. Il est surtout connu en français sous le nom latinisé d’Alcabitius ou Alchabitius (latinisation de son nisba  « al-Kabisi »), mais il est aussi célèbre sous son ism qu'on trouve sous les différentes orthographes Abdelazys, Abdilaziz et Abd-el-Azys.
Il est connu notamment pour son traité d'astrologie judiciaire Introduction à l'art du jugement des astres qu'il dédicaça au sultan Ali Sayf al-Dawla de la dynastie des Hamdanides, à Alep, en Syrie. Cette œuvre traduite en latin fut très prisée en Europe au Moyen Âge et à la Renaissance. En astrologie, il a fait connaître un système de domification qui porte son nom. « Le traité [d'astrologie] le plus diffusé, sinon le plus pédagogique, qui sera étudié comme un manuel dans les universités européennes à la fin du Moyen Âge, est le Liber introductorius d'Alcabitius ».

### Œuvre
- Introduction à l'art du jugement des astres (milieu du X° s.). Une traduction latine manuscrite de Jean de Séville (vers 1130-1140) fut imprimée en 1473 sous le titre de « Alchabitii Abdilazi liber introductorius ad magisterium judiciorum astrorum » (œuvre aussi connue sous le titre de Liber isagogicus de planetarum coniunctionibus). Des éditions imprimées furent publiées de 1485 à 1521 avec les commentaires du XIVe siècle de Jean de Saxe (en).

- Libellus isagogicus abdilazi, idest servi gloriosi dei, Qui dicitur alchabitius ad magisterium iudiciosum astrorum interpretatus a Joanne hispalensi scriptum ? in eumdem a Joanne saxonie editum utili serie connexum incipiunt« Le livre fut traduit en latin au XIIe siècle par Jean de Séville et fut très prisé en Europe médiévale […] Une traduction révisée en latin fut réalisée au XIIIe siècle. […] L'ouvrage présenté ici est l'édition de 1512, publiée à Venise par Melchiorre Sessa. »
- Al-Qabīṣī (Alcabitius), The introduction to astrology, editions of the Arabic and Latin texts and an English trad. Charles Burnett, Keiji Yamamoto, Michio Yano / Londres, Warburg Institute, 2004

### Études
- J. D. North, Chaucer's Universe, Oxford, 1988, p. 192-228.
- Jean-Patrice Boudet, Entre science et nigromancie, Paris, Publications de la Sorbonne, 2006, p. 57-67.